# Fundación Universitaria de Popayán
La Fundación Universitaria de Popayán (FUP) es una universidad colombiana, privada, con sede principal en la ciudad de Popayán, y con presencia en otros 2 municipios del país (Santander de Quilichao y Timbío). Fue fundada el 14 de diciembre de 1982 y su actual rector es el Padre José Gregorio Rodríguez Suárez CJM. La universidad comenzó sus labores académicas con cuatro carreras: Ecología, Ingeniería de Minas, Administración Agropecuaria e Historia (esta última no se consolidaría).

## Programas
Son 13 los programas académicos que ofrece la FUP.
- Administración de Empresas
- Administración de Empresas Agropecuarias
- Contaduría Pública
- Ecología
- Ingeniería de Sistemas
- Psicología
- Trabajo Social
- Ingeniería Industrial
- Comunicación Social Periodismo
- Arquitectura
- Derecho
- Licenciatura Educación Artística y Cultural
- Ingeniería Agroecológica

- Premio Educa 2050 Medellín. Noviembre de 2014. Premio Educa 2050, edición 2014. Otorgado por la Organización Continental de Excelencia Educativa ORCODEE, en virtud al liderazgo, compromiso, calidad, gestión e innovación, a instituciones y profesionales de América Latina y el Caribe.
- Summit Succes 2013 Medellín, 14 de noviembre de 2013 – Summit Succes 2013
- 8vo. Premio Sapientiae a la Excelencia Educativa Nueva York, Estados Unidos. Julio de 2014. “8vo. Premio Sapientiae a la Excelencia Educativa”. Diploma y Medalla de Destaque en Gestión de la Calidad Educativa Otorgado por la Organização das Américas para a Excelência Educativa – ODAEE.
- Séptimo Galardón a la Excelencia Educativa Quito, Ecuador. Junio de 2014. “Séptimo Galardón a la Excelencia Educativa”. Entregado por la Organización Internacional para la Integración y Calidad Educativa OIICE.
- Premio Sapientiae 2013 México D.C. agosto de 2013 – “Premio Sapientiae” a la Excelencia Educativa entregado por la Organización de las Américas para la Excelencia Educativa ODAEE.
- Premio Flechador del Sol México D.C. agosto de 2013 – Premio Flechador del Sol otorgado por la Universidad de Cuautitlán Azcalli en reconocimiento a la calidad educativa y administrativa de la Fundación Universitaria de Popayán.